# Аркашон
Аркашо́н (фр. Arcachon, окс. Arcaishon) — город на юго-западе Франции, супрефектура департамента Жиронда, входящего в состав региона Новая Аквитания. Прежде Аркашон всегда входил в состав исторической провинции Гасконь; он расположен в границах края Пеи-де-Бюш, природной области Гасконских Ландов и леса Ландов.
Являясь административным центром и основной агломерацией Аркашонского залива (10 975 жителей, а с учётом пригородов — свыше 60 000 жителей в 2006 году), Аркашон также считается одним из главных исторических курортов атлантического побережья Франции, наряду с Руайяном, Биаррицем и Ла-Болем.
Город был основан в XIX веке благодаря растущей моде во Франции на морские купания, целительная польза которых была обнаружена в тот период. В течение нескольких десятилетий были заселены прежде необитаемые песчаные холмы, и в 1857 году император Наполеон III присвоил прежнему кварталу города Ла-Тест-де-Бюш статус самостоятельной коммуны.
С 1862 по 1865 год в Аркашоне был построен «зимний город» (фр. Ville d'Hiver), где состоятельная публика со всей Европы пережидала зимние холода. Величественные постройки, вдохновлённые разными стилями, постепенно сформировали облик города: мавританское казино, китайский буфет (оба сейчас уже разрушены) привнесли дух экзотики в среду роскошных вилл и дачных домиков, построенных в самых разнообразных стилях. Впоследствии Аркашон стал «городом четырёх сезонов»: к зимнему городу добавили весенний, осенний и летний.
Аркашон является климатическим и бальнеологическим курортом, крупным рыбацким портом, центром морских прогулок, крупным торговым центром, который каждое лето посещают свыше 90 000 отдыхающих, а вне сезона на некоторые уикенды в город съезжается до 15 000 гостей. Темп экономического роста Аркашона является одним из самых высоких в Жиронде и на побережье Аквитании (+1,2 % в период с 1999 по 2007 год).

## География
Французский морской курорт Аркашон расположен в департаменте Жиронда, в центре природной области Гасконских Ландов. Территория Аркашона вклинена в земли коммуны Ла-Тест-де-Бюш, а на юге она переходит в курорт Пила-сюр-Мер, тянущийся вдоль побережья. Аркашон находится на южном берегу Аркашонского залива на побережье Атлантического океана. На входе в бухту со стороны океана расположены многочисленные отмели.
Аркашон состоит из четырёх районов, называемых «городами» (помимо знаменитого Зимнего города (фр. Ville d'Hiver), имеются также Весенний город, Летний город и Осенний город), а также в его состав включены три пригородных района.
На выезде из Аркашона, к югу от вилл пригорода Пила-Плаж на Атлантическом побережье находится самая высокая дюна Европы — дюна де Пила, высотой 115 метров, длиной около 3 километров и шириной около 600 метров.

## Происхождение названия
Этимология названия города всё ещё обсуждается. Согласно одной из версий, старое слово Arcaisso стало основой для слова arcanson, которое означает канифоль, один из основных компонентов сосновой смолы, добываемой в окрестностях Аркашона несколько веков. В отличие от остальной части Ландских лесов, сосновые посадки вокруг Аркашона имеют естественное происхождение и здесь издавна занимались геммажем.

## История
Вплоть до начала XIX века на территории современного Аркашона можно было увидеть только несколько хижин рыбаков и смолокуров, построенных на окраине Аркашонского залива.
Французский король Людовик XVI намеревался основать военный порт в бухте Аркашона; для этого сначала было необходимо зафиксировать песчаные дюны. Инженер флота Шарлевуа де Виллер провёл исследование, и в 1779 году выдвинул предложение использовать зелёные насаждения. Став жертвой интриг, он впал в немилость. К этой проблеме, спустя 9 лет, вернулся Николя Бремонтье. Бремонтье сначала поручил выстроить дамбу, которая должна была остановить движение песков. Примерно в 70 метрах от линии верхнего подъёма воды в почву углубили балочное заграждение, которое должно было удерживать песок. По мере накопления песка балки повышали, формируя таким образом «прибрежную дюну» высотой от 10 до 12 метров, образуя барьер. Поверхностный слой песка закрепляли путём высеивания песчаного овса или песколюбки, густые корни которой разрастались очень быстро. После этого Бремонтье занялся проблемой фиксации внутренних склонов дюн. Семена сосны приморской, смешанные с семенами утёсника и дрока высеивали под укрытием вязанок хвороста, которые дополнительно сдерживали песок. По прошествии четырёх лет дрок достигал высоты примерно два метра, защищая сосны, растущие менее быстро. Впоследствии сосны стали выше других растений, которые отмирая удобряли почву органическими элементами.
В 1841 году была построена железнодорожная ветка, связавшая столицу региона Бордо и Ла-Тест-де-Бюш. В 1845 году в бухте, в 5 километрах севернее Ла-Тест-де-Бюш, построили глубоководную плавучую пристань. К пристани проложили дорогу через солончак. Началось строительство города; так появился Аркашон.
Климат этого района ценился очень высоко и Аркашон в начале XIX века развивался с большим размахом, особенно после строительства железнодорожной ветки Бордо—Ла-Тест, благодаря которой к заливу съезжалась публика всего региона. В 1823 году моряк по имени Франсуа Легалле открыл предприятие морского купания, услуги которого были адресованы, в первую очередь, состоятельной клиентуре.
Аркашон, бывший поначалу кварталом города Ла-Тест-де-Бюш, 2 мая 1857 года получил статус коммуны декретом императора Наполеона III и первым мэром города стал Альфонс Ламарк. Он стал автором девиза города: «Heri solitudo, hodie vicus, cras civitas», что означает «Вчера пустошь, сегодня посёлок, завтра город».
Талассотерапия, климатотерапия и впоследствии, после открытия в 1923 году минерального источника Sainte-Anne des Abatilles, бальнеология — с первых дней Аркашон имел репутацию оздоровительного центра.
Банкиры и владельцы железной дороги между Бордо и Ла-Тест-де-Бюш, братья Перейр, решили продлить линию вплоть до Аркашона, намереваясь превратить его в портовый и торговый центр. Многочисленная публика и прежде прибывала по железной дороге для отдыха в этом районе и посещения Ландской корриды, которую устраивали на арене Аркашона (капитальная арена, впоследствии разрушенная) и на арене Ла-Тест-де-Бюш (деревянная арена, рассчитанная на 5000 человек, находилась на месте современной площади place Edmond Rostand).
Проект развития торговли не имел особого успеха, однако братьям Перейр удалось развить летний и бальнеологический туризм; на приобретённых ими землях был построен Зимний город (фр. Ville d'Hiver). Начиная с этого времени в городе одно за другим открывались роскошные заведения для отдыха состоятельной публики, в числе которых знаменитое «пляжное казино», построенное в 1853 году и названное в честь его проектировщика и мэра Аркашона, дворец Дегана.
Строители города использовали мотивы колониального стиля при строительстве Мавританского казино, которое также называли «лесным казино», поскольку оно находилось на лесистом холме в районе Зимнего города. Элементы этого сооружения напоминают архитектуру Альгамбры в Гранаде и Кордовскую мечеть. По прошествии пика своей популярности здание казино было заброшено и, в конце концов, сгорело при пожаре в 1977 году.
В годы Второй мировой войны в Аркашоне был расквартирован 950-й индусский полк Вермахта.

## Административное деление
В декабре 2006 года был образован округ Аркашон (официальная публикация декрета 8 декабря 2006 года), включивший в свой состав кантоны Аркашон, Оденж, Белен-Белье и Ла-Тест-де-Бюш. Административным центром округа стал город Аркашон.

## Архитектура
В Аркашоне имеется множество сооружений, примечательных своей самобытностью. В Зимнем городе имеется множество вилл, возведённых в конце XIX столетия и сейчас классифицированных как национальные исторические памятники. Особого внимания заслуживает аллея allée Faust возле мавританского парка, замечательный дворец Дегана, ставший казино, и другие строения пляжного бульвара или бульвара boulevard Deganne.
Совсем недавно в центре Аркашона были выполнены ремонтные работы, в рамках которых, в частности, была устроена новая городская площадь, названная place des marquises, торжественное открытие которой состоялось 25 марта 2012 года.
Новое городское пространство, в промежутке между зданием мэрии и пляжным бульваром, в сжатой форме представляет самые примечательные стили города Аркашона; настоящее архитектурное попурри, по аналогии с музыкальным попурри, где композиции следуют друг за другом, не меняя общего ритма и гармонии.

## Экономика
Аркашон является бальнеологическим, климатическим и термальным курортом на Серебряном берегу Франции.
Экономическая активность в Аркашоне сосредоточена преимущественно вокруг трёх основных направлений:
- Аркашонские устрицы, ценимые ещё писателем Франсуа Рабле. Однако массовое промышленное устройство устричных садков на Птичьем острове и в заливе началось в 1849 году.
- Туризм и бальнеология, наряду с яхтенным спортом, для которого в городе построена марина с эллингами и мастерскими.
- Бумажная промышленность представлена крупным бумажным комбинатом Smurfit, расположенным вдалеке от Аркашонского залива.

## Транспорт
Аркашон обслуживается высокоскоростными поездами сети TGV Atlantique, которые позволяют добраться до Аркашона от парижского вокзала Монпарнас за 4 часа.
Также необходимо упомянуть:
- Железнодорожный вокзал Аркашона
- Национальная автотрасса 250
- Автомагистраль A660
- Обширная сеть велосипедных дорожек, связывающая между собой ландский Бискарросс, Пила-сюр-Мер, Ла-Тест-де-Бюш и Аркашон, а также Аркашон со всеми пляжами. Последние добавления позволяют полностью обогнуть Аркашонский залив.
- Общественный подъёмник в Мавританский парк (фр. Parc Mauresque)
- Электрические мини-автобусы Eho! в центре города
- Автобусная сеть Baïa, дополняющая сеть маршрутов Eho!, и связывающая Аркашон с ближними коммунами. Аркашон обслуживается маршрутами 1, 2 и 3 этой сети.
- Аренда велосипедов, мопедов и прочих транспортных средств.

## Достопримечательности
- Аркашонский залив, почти закрытый благодаря косе; в отдалении находится дюна в Пиле, очень красивая, но труднодоступная со стороны воды на небольших лодках.
- Отмели, используемые для разведения устриц, благодаря которым курортный Аркашон обрёл славу мировой устричной столицы.
- Птичий остров с хижинами на ходулях, орнитологический и зоологический парки.
- Порт Аркашона является вторым портом-мариной на французском атлантическом побережье. Неоднократно Аркашон был стартовой точкой парусной регаты Solitaire du Figaro.
- Пляж Перейр, где устроен приморский парк, лужайки, прогулочные и велосипедные дорожки, ведущие в квартал Муйо (фр. Moulleau).
- Дворец Дегана, построенный в 1853 году, и где ныне расположено «пляжное казино».
- В Аркашоне имеется более десятка работ скульптора Клода Буско, в том числе, «Геракл» в Мавританском парке и «Крест погибших в кораблекрушениях».
- Часовня моряков — культовое сооружение, стены которого покрыты табличками приношений по обету от моряков, спасшихся в корабельных катастрофах.
- Бельведер Святой Сесилии — металлическая конструкция, с высоты которой открываются красивые виды на бухту и город.
- Мемориальный комплекс погибшим аркашонцам.
- Церковь Нотр-Дам де Пассе, расположенная в квартале Муйо.
- Национальный парк в океане.
- Два больших аквариума, парк развлечений, парк-лабиринт и Аквалэнд.

|                |                           |                                      |                 |             |                                          |
| Пляжи Аркашона | Церковь Нотр-Дам де Пассе | Поъёмник у входа в Мавританский парк | Пирс в Аркашоне | Дюна в Пиле | Разводчица устриц, открытка нач. XX века |

## Интересные факты
В Зимнем городе аллея, огибающая Мавританский парк, названа аллеей Мулен Руж, в память о великом художнике Тулуз-Лотреке, который проводил в Аркашоне летние месяцы. Он владел домом возле пляжа и любил морские купания.
Город упоминается в одной из серий мультсериала Привет, я Николя под названием "Я ухожу из дома"

## Города-побратимы
- Гослар, Германия с 1965 года
- Гардоне-Ривьера, Италия с 1968 года
- Пескара, Италия с 1968 года
- Авейру, Португалия с 1993 года
- Амхерст, США с 1998 года